# Jordan Mechner
Jordan Mechner (* 4. června 1964, New York, New York, USA) je americký tvůrce her, herní designér a režisér filmů.
Narodil se v New Yorku a promoval na Yale University v roce 1985.
Jeho první hra byla Karateka (1984), kterou napsal ještě během svých studií. Prince of Persia, vydaná v roce 1989, je hra známá především plynulostí animací lidských figurek. Oba tituly vydal Brøderbund. Pro animace použité v Prince of Persia, Mechner trávil mnoho dní učením se z video nahrávek a fotek svého bratra Davida, jak běhá, skáče - vše pak pečlivě přenáší do hry.
V roce 1993 zakládá Smoking Car Productions, tým vývojářů her se sídlem v San Francisco. Začínají pracovat na The Last Express. Hra však neměla komerční úspěch a Smoking Car Productions se rozpadá.
V roce 2003 vydává Ubisoft 4. díl ságy Prince of Persia - Prince of Persia: The Sands of Time, kde Mechner přispěl jako textař a herní designér. Jeho jméno je také spojeno s 5. dílem, Prince of Persia: Warrior Within, který je pokračováním na Prince of Persia: The Sands of Time. Třetí díl trilogie Sands of Time - Prince of Persia: The Two Thrones, vychází v prosinci 2005.
V ohlasech na Prince of Persia: Warrior Within, Mechner je citován v prosinci 2005 v magazínu Wired Magazine, kde říká: "I'm not a fan of the artistic direction, or the violence that earned it an M rating. The story, character, dialog, voice acting, and visual style were not to my taste."
Mechner napsal a zrežíroval Waiting for Dark a Chavez Ravine: A Los Angeles Story, oba filmy vyhrály dokumentární cenu.

## Hry
- Karateka (1984)
- Prince of Persia (1989)
- Prince of Persia 2: The Shadow and the Flame (1993)
- The Last Express (1997)
- Prince of Persia 3D (1999)
- Prince of Persia: The Sands of Time (2003)